# Mas Massaller
El Mas Massaller o de Can Canet és un mas del municipi de Verges (Baix Empordà) protegit com a bé cultural d'interès nacional.
La masia de Can Canet forma part del petit nucli de la Vall. És constituïda per una torre i un conjunt de dependències disposades a l'entorn d'un edifici principal. La torre és de planta rectangular, d'uns 12 metres d'alçada, amb aparell irregular i carreus als angles. La coberta és de teula a un vessant. Conserva encara espitlleres, i al mur sud es pot veure un antic rellotge de sol i obertures practicades en èpoques posteriors. L'edifici principal, adossat a la part posterior de la torre, és de grans dimensions i de planta rectangular, amb coberta de teula a dos vessants. Té com a element remarcable la porta d'accés, que és d'arc de mig punt amb grans dovelles de pedra. La resta de dependències s'han anat afegint segons les necessitats de l'explotació.
Tot i les dificultats que representa qualsevol intent de situar l'origen de les masies a causa del seu creixement orgànic, en el sentit que condiciona la substitució d'estructures i es fa difícil retrobar-hi les originals, sembla que en el cas de Can Canet hi ha dues etapes de construcció principals: una primera en el segle xiv i una segona en què es va realitzar una important ampliació, en el segle xvi. A una de les portes hi ha la data del 1568.